# Ein Rufer in der Wüste
Ein Rufer in der Wüste ist ein Zeitroman von Jakob Bosshart, der 1921 erschienen ist. Es geht darin um eine kritische Auseinandersetzung mit den moralischen Schwächen der Vorkriegsgesellschaft und um den gescheiterten Versuch ihrer Rettung durch den jugendlichen Protagonisten Reinhart Stapfer. Ein Rufer in der Wüste ist der erste Teil einer von Bosshart geplanten Romantrilogie, deren andere Teile aber nicht fertiggestellt wurden. Der Roman ist Bossharts Hauptwerk und hat ihm viel Anerkennung eingebracht, so 1922 jeweils den Grossen Schillerpreis der Schweizerischen Schiller-Stiftung sowie den Gottfried-Keller-Preis der Martin-Bodmer-Stiftung.

## Inhalt
Ein Rufer in der Wüste spielt in den Jahren 1908 bis 1914 in einer Schweizer Stadt, die nie genannt wird, die aber leicht als Zürich erkannt werden kann.
Reinhart Stapfer hat die Mittelschule erfolgreich abgeschlossen und möchte Geschichte und Philosophie studieren. Sein Vater Ferdinand, ein erfolgreicher Unternehmer, Politiker und hoher Offizier, verlangt stattdessen von ihm, dass er in die familieneigene Textilfabrik eintritt. Reinhart beugt sich dem väterlichen Willen, vor allem um seiner gesundheitlich angeschlagenen Mutter Ulrike einen familiären Zwist zu ersparen, den sie nur schwer ertragen würde. Ferdinand, der mit seiner Familie in einer Villa nahe am See in der Stadt lebt, stammt vom Golsterhof, einem Bauerngut, das von seinem Bruder Hans Rudolf bewirtschaftet wird und wo auch noch Reinharts Grosseltern Abraham und Annabab, sowie Hans Rudolfs Kinder Adelheid, Esther und Walter leben. Bei einem Besuch auf dem Golsterhof erfährt Reinhart vom Grossvater, dass er befürchte, auf dem Hof stünden grössere Veränderungen bevor, denn Hans Rudolf ziehe es in die Stadt, wo der denke, zu leichterem Verdienst zu gelangen.
Als Geschäftsführer steht Ferdinand der deutsche Helmut Geierling zur Seite. Geierling ist von wilhelminischem Imperialismus und Militarismus durchdrungen und betrachtet die Schweiz etwa so, wie wenn sie bald eine Kolonie des deutschen Reichs werden müsste. Er hat ein Auge auf Küngold geworfen, die Schwester Reinharts, und Ferdinand sähe die Verbindung nicht ungerne, da sie Geierling stärker an die Familie binden würde. Reinhart trifft in der Fabrik auf David Holzer, einen Kameraden aus der Primarschulzeit. Holzer stammt aus einfachen Verhältnissen und ist in der Fabrik als Arbeiter tätig. Durch ihn kommt Reinhart in Kontakt zu einem weiteren Bruder des Vaters, Melchior, der die Beziehung zur Familie völlig abgebrochen hatte, nachdem ihn Abraham ungnädig behandelt hatte. Reinhart erfährt, wie viel Unglück Melchior und seine Frau in ihrem Leben durchmachen mussten und er sieht, wie glücklich die beiden trotzdem dank ihrer bescheidenen Art sind. Durch David Holzer, der sich in seiner Freizeit mit sozialistischer Literatur abgibt, erfährt Reinhart auch die Ressentiments, die den Reichen von vielen Proletariern entgegengebracht werden. Als Kinder waren sie sich noch unbelastet begegnet. Mit Davids Schwester Paula hatte er im Park der Villa sogar erste, unschuldige Küsse getauscht. Sie hatten sich danach während Jahren aus den Augen verloren, doch in beiden ist die Erinnerung an diese Szene noch lebendig. Paula würde gerne die Beziehung zu Reinhart an dieser Stelle wieder aufnehmen, doch Reinhart ist in eine andere Frau verliebt. Es ist Jutta von Homberg, die Schwester Georgs, eines Schulkameraden aus dem Gymnasium. Ihre Familie sieht diese Verbindung allerdings nicht gern, denn die Stapfers, als Neureiche, werden nicht als dem eigenen, patrizischen Stand gleichwertig empfunden.
Auf dem Golsterhof stirbt der Grossvater. Beim Leichenmahl geraten Ferdinand und Hans Rudolf aneinander, weil Hans Rudolf den Eindruck hat, Ferdinand habe lange Zeit von einem viel zu tiefen Zins profitiert, den ihm Abraham für einen Kredit gewährt hat. Es stellt sich heraus, dass Hans Rudolf finanzielle Probleme hat mit seinen Unternehmungen, die er in der Stadt angefangen hat. Ferdinand stellt ihm einen Betrag in Aussicht, doch sind auch seine Möglichkeiten begrenzt, denn auch er hat in letzter Zeit Geld verloren. Um wieder Geld hereinzuholen, will Ferdinand die Firma auf Export umstellen. Er, der bis dahin seinen politischen Einfluss noch nie eigennützig eingesetzt hat, deutet Reinhart gegenüber an, dass es gerade jetzt wichtig sei, bei der Gestaltung der Exportbedingungen gesetzgeberisch mitreden zu können.
Obwohl ihn Juttas Oberflächlichkeiten manchmal irritieren, hält Reinhart bei ihrem Vater um ihre Hand an. Der lehnt ab mit der Begründung, es könne von seiner, Hombergs Familie keine Verbindung geben zu einer Familie, die dem Gelderwerb nachgehe. Reinharts Frage, ob denn das Zinsnehmen so viel besser sei, wird empört zurückgewiesen. Gleichzeitig wird bekannt, dass die von Hombergs eine Textilfabrik in Aarwald, ähnlich der Stapferschen, erben. Ferdinand macht Reinhart Hoffnung mit der Bemerkung, die von Hombergs könnten letzten Endes doch noch an einem Schwiegersohn interessiert sein, der etwas vom Geschäft verstehe.
Der ehrgeizige Dr. Wäspi, ein Schulkamerad Reinharts aus dem Gymnasium, wird bei Ferdinand vorstellig. Er möchte in der Zeitung, die Ferdinand kontrolliert und auf deren Redaktion er nur eine untergeordnete Stellung hat, eine verantwortliche Funktion, da er meint, vieles besser machen zu können, als es bisher gemacht wird. Ausserdem hält er um die Hand von Küngold an. Er droht Ferdinand, zur Konkurrenz zu gehen, wenn er die Stelle nicht erhalte. Ferdinand lässt sich das nicht bieten, lehnt beide Ansinnen ab, auch weil Küngold und Geierling so gut wie verlobt sind. Wäspi lässt aber durchblicken, dass Geierling bereits Kontakte zu von Hombergs geknüpft habe, was Ferdinand verunsichert.
In Ferdinands Firma kommt es zu einem Aufruhr. Geierlings Umgangston wird von den Untergebenen nicht goutiert. In Abwesenheit von Ferdinand, eskaliert die Situation. David Holzer organisiert Widerstand. Geierling will Holzer entlassen, was zu einem Streik der Arbeiter führt. Reinhart gelingt es, die Situation zu beruhigen. Der zurückgekehrte Ferdinand entscheidet gegen die Entlassung Holzers. Reinhart bietet seinem Vater an, die Funktionen von Geierling zu übernehmen. Eigentlich gegen seine ursprüngliche Absicht engagiert er sich stärker für den Betrieb. Geierling verlässt die Firma, besitzt aber noch einen kleinen Anteil. Ferdinand führt im Betrieb ein rationelleres Färbeverfahren ein. Reinhart hegt den Verdacht, dass es den qualitativen Anforderungen nicht genügt. Geierling fügt seinem Namen ein „von“ zu und steigt bei der Firma Homberg ein.
Wäspi ist Redaktor einer neuen Zeitung namens Schweizerspiegel. Der Schweizerspiegel ist ein Revolverblatt. Täglich reitete er Attacken gegen Ferdinand Stapfer. Bei den anstehenden Wahlen tritt Wäspi gegen Ferdinand an. Auch wenn er seine Anschuldigungen nicht beweisen kann, bleibt doch etwas hängen. David Holzer äussert gegenüber Reinhart, dass Ferdinand besser auf seine Kandidatur verzichten würde, denn die Linken würden mit dem Schweizerspiegel zusammengehen. Für Ferdinand ist es schliesslich wie eine Niederlage, dass er bloss 200 Stimmen mehr erhält als Wäspi. Er tritt aus allen Ämtern zurück. Im Auftrag Hans Rudolfs erscheint überraschend Reinharts Cousine vom Golsterhof, die bucklige Esther, in der Stadtvilla und bittet Ferdinand um einen grösseren Geldbetrag. Da dieser selber in finanziellen Nöten steckt und nichts geben kann, verkauft Ulrike ihren Schmuck um der verschüchterten, mitleiderregenden Esther zu helfen.
Ferdinand ist auch sonst unter Druck: In einem Gerichtsprozess, den er gegen den Schweizerspiegel angestrengt hat, wird Wäspi zwar mit einer Busse belegt, aber nur, weil es ihm nicht gelungen war, die gegen Ferdinand erhobenen Anschuldigungen zu beweisen. Dieser fühlt, dass er auf dem gesellschaftlichen Parkett seinen guten Ruf verloren hat. Er verzichtet auf die Teilnahme an der Seefahrt zu Ehren des die Stadt besuchenden Monarchen, zu der er eigentlich eingeladen wäre. Dieser Monarch wird mit für Schweizer Verhältnisse untypischem Prunk empfangen. Anlässlich seines Besuchs wird ein Feuerwerk gegeben, die ganze Stadt ist in Feststimmung. In einer Gartenwirtschaft feiert auch Geierling mit Gesinnungsgenossen. Er fühlt sich provoziert von Romands, die französische Lieder singen. Die beiden Gruppen geraten aneinander, der Wirt versucht zu schlichten. Reinhart ist zufällig auch anwesend. Geierling spielt hämisch auf die verlorene Ehre des Vaters an. Reinhart schlägt drein. Die beiden werden getrennt. Reinhart ist vom Vorfall dermassen aus der Fassung geraten, dass er sich betrinkt. Auf einer Parkbank schläft er seinen Rausch aus. Als er sich in der Frühe der elterlichen Villa nähert, trifft er im Garten auf seine Schwester neben der Leiche der Mutter, die sich wegen der verlorenen Ehre des Vaters im See ertränkt hat. Reinhart merkt, dass Küngold sich für den Tod der Mutter verantwortlich fühlt und den Verstand verloren hat. Im Haus drin schläft der Vater seinerseits einen Rausch aus; er hat vom Tod Ulrikes noch nichts mitbekommen. Reinhart beschliesst, Küngold von der Unglücksstätte wegzubringen. Er will mit ihr auf den Golsterhof gehen. Doch Hans Rudolf, immer noch wütend auf Ferdinand und dessen Familie, will ihr kein Zimmer geben.
Auf dem Rückweg in die Stadt bricht die Nacht herein. Sie lagern auf einem Bergrücken. Küngold will sterben, schläft aber nach einiger Zeit ein. Reinhart gibt sich seinen Gedanken hin, die zunächst ebenfalls um Selbstmord kreisen. Aber der Blick in die Sterne weckt in ihm das Bewusstsein dafür, was für eine Gnade das Leben ist auf der Erde, die vielleicht der einzige bewohnte Ort im ganzen Universum ist. Er nimmt sich vor, sein Leben zu ändern, sich nicht mehr der Welt auszuliefern, keine faulen Kompromisse mehr zu schliessen, nur seinem Gewissen zu gehorchen. Der Tod der Mutter hat ihm den Weg in die Freiheit gewiesen, denn er muss nun keine Rücksicht mehr nehmen auf sie. Am nächsten Morgen bringt er Küngold zu Melchior und Bethli.
Reinhart besucht Jutta an ihrem neuen Wohnort in Aarwald. Er möchte sie für das Leben in Freiheit gewinnen. Er trifft sie beim Tennisspiel mit Geierling. Der schlägt ihm den Tennisschläger über den Kopf, dass es blutet. Jutta tut seine Ideen ab als Ergebnis des Schocks und nimmt ihn nicht ernst. Sie verarztet ihn leicht und organisiert ein Automobil, das ihn nach Hause bringen soll. Nach kurzer Strecke steigt er aber aus. Er findet Unterkunft im Haus Avera, wo er mehrere Wochen bleiben kann. Es gehört Enzio Kraus, einem Asienrückkehrer, der sich meditierend dem buddhistischen Ideal der Bedürfnislosigkeit hingibt. Er hofft, in Reinhart einen Gesinnungsgenossen gefunden zu haben. Nach einiger Zeit erkennt Reinhart aber, dass diese Bedürfnislosigkeit auch mit Verantwortungslosigkeit gepaart ist: Enzio vernachlässigt insbesondere seine Tochter Imma, die sich vom unheimlichen Diener Klas bedroht fühlt. Reinhart verabschiedet sich und wandert zu Fuss in die Stadt zurück. Er quartiert sich in einer Mietskaserne im Arbeiterviertel ein. Dort erlebt er nicht nur die materielle Not der armen Leute, sondern sieht auch, wie Neid, Missgunst und Häme anstelle der erhofften Solidarität herrschen. Besäufnisse und Kindsmisshandlungen sind an der Tagesordnung. Um Melchior für Küngolds Aufenthalt unterstützen zu können, gibt er Nachhilfestunden, dabei setzt er sich Demütigungen aus, die er tapfer erträgt aus Solidarität mit den Arbeitern, die ihre Stelle oft nicht so leicht verlassen können. An Weihnachten verteilt er im Haus Geschenke an bedürftige Kinder, was argwöhnisch beobachtet wird. Durch einen der Bewohner findet er Zugang zu einem Kreis von Kommunisten, Anarchisten, Pazifisten, Individualisten und Anhängern der Freigeldlehre, „Klub der Narren“ genannt. Er wird Mitglied einer linken Partei und betätigt sich in der Weiterbildung der Jugend. Unter dem Einfluss eines russischen Revolutionärs radikalisiert sich die Stimmung in der Partei und der „Narrenklub“ stellt sich mehrheitlich auf die Seite des Revolutionärs. Reinhart kann sich dieser Haltung nicht anschliessen, er will nicht den Klassenhass schüren. Zusammen mit Gesinnungsgenossen bildet er den „Bauernklub“, eine lose Vereinigung von meist jungen Männern, die an Sonntagen Ausflüge aufs Land unternehmen und im Landleben eine erstrebenswerte Alternative zur Stadt und zur Versklavung durch die Maschine sehen. Reinhart versucht, seine Ideen von einem besseren Leben mit missionarischem Eifer zu verbreiten. Sein Vater, nach dem Tod Ulrikes und wegen den finanziellen Problemen demoralisiert, hat sich in der Zwischenzeit wieder aufgefangen. Seine neue Frau hat Vermögen in die Ehe gebracht, die Firma floriert jetzt wieder. Er bietet Reinhart an, in die Villa zurückzukehren. Doch dieser kann sich das nicht mehr vorstellen. Hans Rudolf hingegen ist seinen finanziellen Problemen erlegen. Er musste in eine Trinkerheilanstalt eingewiesen werden. Adelheid hat den Knecht geheiratet; die beiden führen nun den Golsterhof.
In der Partei trifft Reinhart wieder auf David Holzer, der schlecht auf ihn zu sprechen ist, weil er inzwischen von Ferdinand doch noch entlassen wurde. Und er trifft auch auf Wäspi, der beim Schweizerspiegel wegen einer Unterschlagung entlassen wurde und nun die Seiten gewechselt hat. Reinhart erfährt von einer früheren Geliebten Davids, dass der sie mit einem Kind hat sitzen lassen. Er stellt David zur Rede, will ihn an seine Verantwortung mahnen. David reagiert aggressiv, sie gehen im Streit auseinander. Die radikalen Kräfte in der Partei, zu denen auch David gehört, arbeiten auf einen Generalstreik hin. Am Tag, als der ausbricht, will Reinhart Melchior besuchen. Er trifft ihn gerade bei seiner versuchten Abreise von der Stadt, denn er hat beschlossen, mit seiner Frau auf den Golsterhof zurückzukehren. Die Streikenden blockieren die Abfahrt des Fuhrwerks, mit dem der Hausrat transportiert werden sollte. Reinhart gelingt es dank seinen Beziehungen zu den Streikenden, den Wagen mit einem Trick frei zu bekommen.
In der Partei wird er wegen seiner mässigenden Art mehr und mehr angefeindet. Es wird ihm allerdings erlaubt, seinen Standpunkt an einer Versammlung zu verteidigen. Seine Rede, in der er nicht so sehr den Umsturz der Verhältnisse, sondern die Änderung der Menschen selbst einfordert, endet in einem Tumult. Er muss den Saal durch den Hinterausgang verlassen. Draussen trifft er auf seine Jugendliebe Paula, die ihn zu trösten versucht. Sie hat inzwischen Georg von Homberg, den Bruder von Jutta geheiratet und wird mit ihm ins Ausland gehen. Reinhart ist sich bewusst, dass ihm aufgrund der feindseligen Stimmung in der Partei Gewalt droht, insbesondere von David. Doch er bewegt sich unbekümmert in der Stadt. Imma, die inzwischen in den Fängen von Klas ebenfalls in der Stadt lebt, trifft er zufällig in einem Park. Er verhilft ihr zur Flucht, was ihm zusätzlich die Feindschaft von Klas einträgt.
Der Ausbruch des Ersten Weltkrieges steht kurz bevor. Der Bahnhof überquillt von Ausländern, die ihren Heimatländern zustreben. Reinhart trifft dort zufällig auf Jutta. Sie ist mit Geierling verlobt, der nach Deutschland abreist. Beim Gedanken einer Verbindung von Jutta und Geierling ist Reinhart wie vor den Kopf geschlagen, obwohl ihm schon lange klar war, dass er sich keine Hoffnungen mehr auf sie machen kann. Beim Weggang vom Bahnhof trifft Reinhart auf David Holzer und auf Klas. Die beiden verfolgen ihn. David schlägt ihn mit einem Schlagring nieder. Ein Heilsarmist findet ihn und will ihn ins Spital einliefern. Reinhart aber möchte auf den Golsterhof gebracht werden. Dort stirbt er nach wenigen Tagen, gerade als Adelheid ein Kind zur Welt bringt.

## Entstehungsgeschichte
Die ersten Notizen zum Rufer entstanden 1916. Bevor es zur Ausarbeitung kam, verfasste Bosshart dann aber die Novelle Der Friedensapostel, in der es um einen „von missionarischem Wahn ergriffenen Pazifisten“ geht. Vorbild für diese Figur war Max Daetwyler, der 1917 die Bestreikung zweier Munitionsfabriken initiierte. Die Novelle, die als eine Art Vorstudie zum Roman angesehen werden kann, fand Aufnahme in dem Sammelband Neben der Heerstrasse, der aber erst nach dem Rufer, 1923 veröffentlicht wurde.
Die erste zusammenhängende Niederschrift des Rufers erfolgte 1918. Nach mehreren Umarbeitungen und Kürzung erschien der Roman 1921 von Mai bis Juli als Vorabdruck in der Neuen Zürcher Zeitung und im Dezember als Buch im Verlag von Grethlein & Co., Leipzig und Zürich.

## Interpretation
Der Roman beginnt mit der Abschlussfeier einer Maturaklasse, einer Szene, die im Kern bereits wesentliche Elemente des ganzen Romans enthält. Die Jugendlichen stehen „an der Schwelle des Lebens“. Nachdem die Professoren das Fest verlassen haben, sind die Abiturienten unter sich. Die Stimmung ist bierselig angeheitert, die Atemluft rauchgeschwängert. Der Klassenprimus, genötigt eine Rede zu halten, beginnt mit einem Zitat: „Das Leben ist der Güter höchstes nicht...“. Doch bevor er es vollständig hersagen kann, wird er unterbrochen. Er setzt neu an, doch schliesslich geht, was er sagen wollte, ganz unter im Tumult, der losbricht. Das Zitat stammt aus Friedrich Schillers Drama Die Braut von Messina und lautet vollständig:
„Das Leben ist der Güter höchstes nicht,
Der Übel größtes aber ist die Schuld.“
Die beiden Zeilen, als Blankverse gebundene Rede und mit einem Chiasmus veredelt, stellen ein hoch artifizielles Gebilde dar. Der Klassenprimus (er wäre nicht Primus, wenn er nicht gut aufgepasst hätte im Unterricht) zitiert hier also einen Brocken idealistisches Bildungsgut aus dem Fundus der Weimarer Klassik. Aber er kann sich damit kein Gehör verschaffen. Die idealistische Position ist auf verlorenem Posten. Derbere Töne sind gefragt. Der nächste Redner, Oswald Wäspi, vertritt die Gegenposition:
„Wer nicht auf beiden Augen blind ist, sieht ein, dass das Leben der Güter höchstes ist, fraglos. Es erhält freilich seinen Preis erst durch den Zweck, und dieser Zweck ist die Herrschaft.“
Der zielstrebige Wäspi wird denn auch alles daran setzen, in seinem Leben Karriere zu machen und in Machtpositionen zu gelangen. Dazu geht er über Leichen und wechselt bei Bedarf opportunistisch das politische Lager. Ganz anders Reinhart Stapfer. Bei der gleichen Gelegenheit gefragt, was er vom Leben halte, entwickelt er die Vision eines geheimnisvollen und wunderbaren Erkenntnisprozesses, den er mit Hilfe eines Hochschulstudiums hofft durchleben zu können:
„Mir ist zumute wie einem Blinden vor der Operation, die ihm das Augenlicht geben soll. [...] Er weiss es: ihn überflutet das, was man Licht nennt, und Farbe und Glanz und Heiterkeit. Es muss etwas Hohes, Herrliches, Freudvolles sein, eine Speise der Seele und ein Trank des Verlangens. [...] Er ahnt es: im ganzen und im einzelnen wird alles anders ausfallen, als er es sich vorstellte, aber herrlich, herrlich wird es immer sein.“
Der Gegensatz könnte nicht grösser sein. Dort das Machtstreben, das immer auch ein Streben nach materiellen Gütern ist. Bei Reinhart das Verlangen nach Erkenntnis, nach geistiger Nahrung, aber auch eine Verkennung der Realität: Das Leben, das er erfahren wird, ist nicht nur „etwas Hohes, Herrliches, Freudvolles.“ Sein Vater wird kurze Zeit später zu ihm – und auf ihn gemünzt – sagen: „Weh denen, die Wirklichkeiten nicht ernst nehmen können. Man nennt sie Narren.“ Reinhart ist nicht nur ein Idealist, er ist auch ein Illusionist. Und darin lieg der Grund, dass er am Ende sterben muss. Etwas, auf das der kundige Leser mit dem anfänglichen Schiller-Zitat vorbereitet wird. Denn die zwei Verse in Schillers Braut von Messina kommentieren den Selbstmord Don Cesars, der damit seinen Mord an seinem Bruder sühnen will. Der Tod Don Cesars am Ende von Schillers Drama weist voraus auf Reinharts Tod am Ende des Romans von Jakob Bosshart. Reinhart, der Idealist, konnte das grösste Übel, das Schuldigwerden an den eigenen Idealen, vermeiden, aber er konnte den eigenen Tod nicht vermeiden. Das Schiller-Zitat deutet aber nicht nur voraus auf den Tod des Protagonisten. Es relativiert auch die Tragik dieses Todes: das höchste Gut ist nicht verloren, auch wenn der „Held“ stirbt.
Im Laufe des Romans werden Reinhart Stapfer die Augen tatsächlich geöffnet. Und das Bild der Welt, das er sieht ist nicht erfreulich. Auch dieses Bild ist schon vorgezeichnet in der Maturafeier-Szene. Dort wirft Wäspi nämlich einen boshaften, aber zugleich scharfsichtigen Blick auf die soziale Realität im Land. Dies geschieht in provokativer Absicht und mit dem Ressentiment des Angehörigen einer Unterschicht, der in der Gymnasialklasse, wo die Reichen und Alteingesessenen den Ton angeben, nur geduldet war und nicht für voll genommen wurde. Trotzdem trifft Wäspi einen wahren Kern. Was Reinhart später selber erlebt, was der Leser im Gang der Handlung vorgeführt bekommt, bestätigt im Nachhinein die zynischen Aussagen Wäspis.
Reinhart erfährt das Machtstreben, das Wäspi als eigentlichen Lebenszweck propagiert hat, in allen sozialen Schichten: Die Patrizier, im Roman also die Angehörigen der Familie von Homberg, sind mit einem lächerlichen und heuchlerischen Standesdünkel behaftet, den sie von den überlieferten Heldentaten ihrer Vorfahren in vergangenen Jahrhunderten herleiten. Die Demenz der alten Grossmutter macht die Blindheit für die Realitäten der Gegenwart augenfällig. Die Grossbürger, dargestellt an der Figur Ferdinands, vereinen politische und wirtschaftliche Macht mit militärischen Führungsfunktionen und können ihre Beziehungen bei Bedarf diskret spielen lassen. Die Kleinbürger, also die Bewohner der Mietskaserne, in der sich Reinhart im letzten Teil des Romans einquartiert hat, verdrängen die Sorgen des Existenzkampfs im Alkohol und in der Häme über die Fehltritte anderer; die Männer geben den Druck weiter an die Schwächeren, also an ihre Frauen und Kinder. Die Bauern werden der Scholle untreu, es zieht sie in die Stadt, des vermeintlich leichten Gewinns wegen, wie Hans Rudolf, der sich dabei verspekuliert und alles verliert. Die Arbeiter schliesslich, unter ihnen David Holzer, lassen sich von Parteifunktionären manipulieren, verhärten sich in ihrem Kampf um materielle Besserstellung, wollen mit Gewalt ergreifen, was ihnen vorenthalten wird, und verraten durch ihre Mittel, die sie von ihren Gegnern übernommen haben, jenes Ziel, für das sie ursprünglich angetreten sind, nämlich Gerechtigkeit.
Bis zum Tod seiner Mutter hatte sich Reinhart in den Trubel der Welt einspannen lassen. Nach ihrem Tod fühlt er sich befreit, auf sein Gewissen zu hören und seinen Idealen nachzuleben. Er leitet in seinem Leben „Die Wende“ ein (so der Titel des Kapitels, in dem die Mutter stirbt). Mehrere Sinnangebote bieten sich ihm an: Im Haus „Avera“ die buddhistische Weltentsagung, im „Narrenklub“ Anarchismus, Pazifismus, Sozialismus und die Freigeldlehre von Silvio Gesell. Nichts scheint für ihn zu passen, bis er seinen eigenen „Bauernklub“ gründet. Doch auch dieser ist mit seiner rückwärtsgewandten Zivilisationskritik kein Erfolgsrezept. Reinhart, der „Narr“, der „reine Tor“, versucht nichts weniger, als die Welt zu retten:
„Vor bald zweitausend Jahren kam einer mit dem Rufe in die Welt: ‚Kommet zu mir alle, die ihr mühselig und beladen seid.‘ Er wollte erlösen. [...] ‚Oh dass er nochmals käme, sein verdorbenes Werk neu begänne und den Schattenmenschen die Sonne, den Entseelten wieder eine Seele brächte. Hätte ich doch die Kraft und das Feuer und das Wort!‘ So verlangte es in Reinhart.“
So ist Reinhart, der „Rufer in der Wüste“, wie er sich nach der gescheiterten Rede in der Parteiversammlung selber bezeichnet, nicht nur eine Figur wie der neutestamentliche Johannes der Täufer, sondern gleichzeitig auch eine moderne Variante der Jesus-Figur. Dies zeigt sich in vielen Details, so schart er in seinem „Bauernklub“ einen Kreis von Freunden und Gleichgesinnten um sich, wie Jesus seine Jünger; und wohl nicht ganz zufällig sind es „etwa ein Dutzend“, also gleich viele wie die Zahl der Jünger bei Jesus. In einem Traum sieht er sich im Rahmen einer nur leicht verfremdeten Kreuzigungsszene, und einmal denkt er: „Es muss sich ein jeder selber zum Opfer bringen.“ Dieser hohe, ja übersteigerte Anspruch Reinharts, der von keinem Menschen zu erfüllen ist, führt letztlich zu seinem frühen Tod: „Reinhart muss deswegen untergehen, weil er den in den Augen des Autors hybriden Anspruch erhebt, die Welt zu verändern statt den Menschen. ‚Ihm war, er sei für die ganze Menschheit verantwortlich‘, heisst es von ihm.“
Das düstere Bild, das Bosshart in seinem Roman von der schweizerischen Gesellschaft in den Jahren vor dem Ersten Weltkrieg zeichnet, ist Ausfluss einer tiefsitzenden Sorge. Er, der sich in früheren Werken mehr mit zeitlosen Fragen befasst hat, wendet sich mit dem Rufer der Zeitdiagnose zu. In seinen Aufzeichnungen finden sich zahlreiche Notizen, die den „Materialismus“ der Vorkriegszeit anprangern; so etwa diese: „Eine reiche Generation ist elend im Materialismus ertrunken. Gibt es eine größere Welttragik? Und fast eine ganze Generation verblutete in den Schützengräben. Das ist die zweite.“ Es ist das Grauen der Kriegsereignisse, das Bosshart den Anstoss zu dieser Diagnose gab: „Bosshart wollte im Lichte der grell zutage getretenen Schäden die Ursachen derselben aufzeigen.“ Der Roman war geradezu darauf angelegt, „Kritik, Anklage, Protest“ zu sein. Und, wie Bosshart in den Notizen zum Roman schreibt: „Wenn es mir nicht gelingt, durch den Roman unserm Volke und Land, besonders den führenden Schichten, den Spiegel vorzuhalten, ohne lehrhaft zu werden, so ist die Sache verfehlt.“
Bosshart hatte in seinen späteren Jahren immer mehr Sympathien für die Linke entwickelt. „Auf sein Wesen, das mit allen Entrechteten und Verwahrlosten so tief mitfühlte, hatte die Verheißung des sozialistischen ‚Ideals‘ einen tiefen Eindruck gemacht [...]. Doch hatte ihn der organisierte Sozialismus gründlich enttäuscht.“ Seine Haltung deckt sich also weitgehend mit der Reinharts, was die Ziele angeht, nicht aber, was den Weg angeht. Er war überzeugt, dass gesellschaftlicher Wandel „sehr viel Zeit“ benötige und „von Einzelnen und kleinen Gruppen ausgehen müsse. Hier setzte seine Kritik an der Jugend an: Die rebellische Jugend sah zwar die Schwächen des Systems sehr gut; aber sie war zu ungeduldig, sie überschätzte auch immer wieder ihre eigenen Möglichkeiten.“
Bemerkenswert ist auch Bossharts Sensibilität für die prekäre Stellung der Frau in der Gesellschaft. Er prangert ganz klar die sexistischen Äusserungen an, die Geierling und Georg von Homberg von sich geben. Ausserdem werden Töchter auf dem Heiratsmarkt eingesetzt, wenn es gilt, Geschäftsbeziehungen anzuknüpfen oder zu festigen. In dem Zusammenhang sagt Küngold einmal zu ihrem Vater: „Ja, ich weiss. Unter Euch Geschäftsleuten ist man ja Ware!“

## Form und Stil
Der Roman gliedert sich in drei Teile. Die ersten beiden Teile umfassen je 10 Kapitel, der dritte Teil ist deutlich länger mit 17 Kapiteln. Das neunte Kapitel des zweiten Teils (also das insgesamt 19. und damit zentrale Kapitel von den total 37) ist mit „Die Wende“ betitelt. Es leitet einen markanten Umschlag nicht nur der Handlung, auch der Form ein. Schon Eduard Korrodi vermerkte in seiner Rezension, dass Bosshart mit dem „Haus Avera“ (im ersten Kapitel des dritten Teils) „gewissermassen in die grelle Realistik ein Traumspiel einlegt“ und für Max Konzelmann ist es „märchenhaft“.
Der Roman, der bis zu diesem Punkt „in der Tradition des klassischen Entwicklungsromans“ steht, entwickelt nun Züge eines expressionistischen Stationendramas. Man kann etwa folgende Stationen unterscheiden: Haus Avera (buddhistische Weltentsagung), Mietskaserne (Erfahrung des sozialen Elends), „Narrenklub“ (Anarchismus, Pazifismus, Sozialismus, Freigeldlehre), Sozialdemokratische Partei, „Bauernklub“. Die weitere Entwicklung Reinharts, sein Tod auf dem Golsterhof, ist nicht nur das individuelle Scheitern eines Protagonisten, es ist auch die „Zurücknahme des traditionellen Erziehungsromans“, denn „Die Selbstverwirklichung eines jungen Menschen und seine freie Entfaltung sind in einer vom Materialismus erfassten und durchdrungenen Gesellschaft [...] nicht mehr möglich.“
Der dritte Teil des Rufers unterscheidet sich aber auch stilistisch von den ersten beiden, indem nun vermehrt Elemente des Expressionismus zum Tragen kommen (auch wenn man „kaum von einem äusserlich expressionistischen Stil sprechen“ kann). Das Modell des Stationendramas ist dabei nur ein Beispiel. Martin Stern verweist etwa auf die Geburt des Kindes am Schluss des Romans, das als „vitalisisches Trost-Motiv“ besonders in expressionistischen Dramen häufig vorkommt. Ebenso darauf, dass Reinhart am Ende des Romans „in die Nähe zahlreicher anderer einsamer Propheten jener Zeit“ gerät, die in expressionistischer Literatur ebenfalls geläufig sind. Und François Comment verweist darauf, dass „die ganze christliche Thematik“ (Reinhart als Johannes der Täufer, als Erlöser, sein Leidensweg als Passion) expressionistisch beeinflusst ist. Weiter ist auch der Ruf nach einem „neuen Menschen“ in Reinharts Partei-Rede ein typisch expressionistisches Motiv. Es zeigt sich also, dass Bossharts Hinwendung zu den zeitbedingten Problemen seiner Gegenwart und unmittelbaren Vergangenheit auch mit einem Wandel seiner Ausdrucksweise einhergeht. War er in seinen früheren Novellen einem „reinen psychologisierenden Realismus verpflichtet“, so baut er nun Motive und Elemente des damals aktuellen Expressionismus ein.

## Kritik
Der Rufer in der Wüste wurde allgemein sehr positiv aufgenommen und mit ihm erreichte Bosshart eine Breitenwirkung, die er früher nicht gekannt hatte. Eduard Korrodi empfiehlt in der Neuen Zürcher Zeitung das Buch für „ernste Leser, die sich und andere nur mit einem dauerhaften Buche beschenken, will sagen, geistig bereichern wollen.“ Und er würdigt die Schwierigkeit, die sich Bosshart stellte, „Querschnitte durch mehrere Schichten des Volkes zu geben, die schicksalhafte Verzahnung durch die fünf Lebenssphären (die proletarische, die industrielle, die politische, die halbfeudale und die unwirkliche) glaubwürdig zu machen.“ Und Otto von Greyerz schreibt im Berner Bund: „Sein Werk (... ) leuchtet von farbigem Leben, es schwirrt und summt vom bunten Treiben der Menschen, es treibt und sprosst von Frühlingskräften, die alle Mattigkeit des Gefühls, alle Nüchternheit des Verstandes überwinden. Es hat das Geheimnis der innern Einheit, den urkräftigen Lebenskeim, aus dem ein gesundes Kunstwerk wie ein gesundes Menschenleben hervorwächst.“ In beiden Rezensionen wird auch schon der Vergleich mit Gottfried Kellers Martin Salander gezogen, ebenfalls ein Zeitroman, ebenfalls ein Alterswerk. Als noch älteren Vorgänger kann man Jeremias Gotthelfs Zeitgeist und Berner Geist erwähnen. Die Anerkennung materialisierte sich ausserdem im Preis der Schweizerischen Schiller-Stiftung und im damals erstmals vergebenen Gottfried-Keller-Preis der Martin-Bodmer-Stiftung.
Freilich wurden auch Schwächen bemängelt. So zum Beispiel eine „klischeehafte Antithetik der Charaktere“ bei den Nebenfiguren, die oft einem klaren Schwarz-Weiss-Schema unterliegen. Es gibt die positiven Gestalten, zum Beispiel Ulrike, Küngold, die Grossmutter, Melchior und Bethli, sowie die Nichten auf dem Golsterhof; und die negativen, allen voran Wäspi, Geierling, die von Hombergs und Ferdinand. Bosshart scheut dabei nicht vor Übertreibungen zurück, die „ins Karikaturistische“ hinüberspielen. Dies ist einerseits darauf zurückzuführen, dass die Nebenfiguren „nicht von der Warte eines objektiven und allwissenden Erzählers, sondern aus der Perspektive des ‚Romanhelden‘ gesehen werden“ und andererseits sind die Figuren „abgesehen von ihrer Funktion in der Romanhandlung, Typen, charakteristische Vertreter von Gesinnungskreisen, Ständen, Weltanschauungen. Sie sind nicht einfach aus dem Leben übersetzt, keine photographischen Abbilder.“ Ausserdem kann das Tendenziöse des Romans dadurch erklärt werden, dass Bosshart eine Gesellschaftskritik und eine Warnung geben wollte, „die massiv dreinfahren und überlaut schreien mußte, wollte sie Gehör finden. Es handelte sich um die Verteidigung eines absoluten Gutes, vor der die Schonung und Rücksicht auf relative Werte und Biederkeiten zurücktreten mussten.“
Ein anderer Vorwurf bezieht sich auf die mangelnde Geschlossenheit des Romans. „Bosshart gruppiert die Geschehnisse um einige Hauptpunkte, die er novellistisch behandelt. Die Handlung zerfällt wie von selber in kleinere Kapitel, die ihre Eigenständigkeit haben“ moniert etwa Werner Günther. Dagegen betont François Comment den „konsequenten Aufbau des Werks.“ Der „innere Zusammenhalt“ und die „bewusste Gliederung“ zeigt sich nach ihm zum Beispiel daran, dass am Ende von jedem der drei Teile des Romans ein Mitglied der Familie stirbt: zuerst der Grossvater, dann die Mutter, am Ende Reinhart selber. Trotz solcher Strukturelemente lässt sich der Eindruck eines Bruchs im erzählerischen Duktus beim Beginn des „Avera“-Kapitels nicht ganz vermeiden, was schon Korrodi aufgefallen ist: „Verblüffen mag manche Leser das Kapitel ‚Haus Avera‘, in dem Bosshart gewissermassen in die grelle Realistik ein Traumspiel einlegt. [...] So dichterisch gesättigt dieses Haus geschildert wird, ohne Einwand möchte man doch nicht erlauben, dass Reinhart, wie etwa in Stifters Nachsommer, ohne weiters unter einem fremden Dach herbergt, er ist doch zu sehr Realist.“ Interessanterweise vollzieht sich dieser Bruch nach der „Wende“, die Reinhart vollziehen will, also an dem Punkt, wo er sich auf den Weg zu sich selber macht. Die Gestaltung dieses Wegs sehen manche Interpreten in Analogie zur Stationentechnik, die für die expressionistischen Dramen typisch ist. Und so sieht denn auch François Comment Besonderheiten im letzten Teil des Romans, wenn er schreibt: „Wollte man einen neuen Fachbegriff prägen, dürfte man mindestens den dritten Teil des Rufers zu Recht als ‚Stationenroman‘ bezeichnen.“
Zusammenfassend kann man mit François Comment sagen, „dass Ein Rufer in der Wüste ein Werk ist, in dem sich die verschiedenartigsten Bestandteile zu einem Ganzen verbinden: Einmal der historische Hintergrund der Schweiz vor dem Ersten Weltkrieg, dann die geistesgeschichtlich-literarische Strömung des Expressionismus mit dem Ruf nach einem neuen Menschen, weiter die damit verbundene persönliche Wende Jakob Bossharts, die im Kampf gegen den Materialismus gipfelt, und schliesslich die Schweizer Tradition des zeitkritischen Romans im Gefolge Gotthelfs und Kellers. Der Roman nimmt alle diese Elemente auf und verarbeitet sie, wirkt aber zugleich auf die folgende Schriftstellergeneration weiter. In dieser Vielfalt und Offenheit ist der Rufer in der Wüste ein Zeitroman im besten Sinn.“

## Wirkungsgeschichte
Meinrad Inglins Schweizerspiegel von 1938 ist stark beeinflusst vom Rufer. Nicht nur nimmt Inglin den Begriff „Schweizerspiegel“, der für den Rufer immer wieder verwendet worden ist, unmittelbar als Titel seines Werks auf; er führt insbesondere auch Bossharts Ansatz, mit den Vertretern einer weitverzweigten Familie verschiedene Schichten der Gesellschaft zu repräsentieren, weiter und baut ihn aus. Dazu kommen inhaltliche Gemeinsamkeiten, unter anderem ein Schützenfest und der Kaiserbesuch.

### Textausgaben
- Ein Rufer in der Wüste. Roman, Grethlein & Co., Leipzig/Zürich 1921, 413 Seiten (Erstausgabe)
- Ein Rufer in der Wüste, Verlag Huber & Co. AG, Frauenfeld 1951, 400 Seiten (=Werke in sechs Bänden, Fünfter Band)
- Ein Rufer in der Wüste. Roman, mit einem Nachwort von Martin Stern, Buchclub Ex Libris, Zürich 1982, 431 Seiten (in der Reihe Frühling der Gegenwart, herausgegeben von Charles Linsmayer – der Textteil ist seitenidentisch mit der Ausgabe Werke in sechs Bänden)
- Ein Rufer in der Wüste. Roman (Suhrkamp weisses Programm Schweiz). Suhrkamp, Frankfurt am Main 1990, 430 Seiten, mit einem Nachwort von Martin Stern, ISBN 3-518-40268-4

### Sekundärliteratur
- Jakob Job: Jakob Bosshart als Erzähler, Dummert, Stuttgart 1923 (Diss.)
- Max Konzelmann: Jakob Bosshart. Eine Biographie, Rotapfel Verlag, Erlenbach-Zürich und Leipzig, o. J. [1929], 197 Seiten
- Werner Günther: Dichter der neueren Schweiz, 3 Bände, Francke, Bern/München 1963–1986, Band 1
- Martin Stern: Nachwort zur Ausgabe Ein Rufer in der Wüste. Roman, mit einem Nachwort von Martin Stern, Buchclub Ex Libris, Zürich 1982, 431 Seiten (in der Reihe Frühling der Gegenwart, herausgegeben von Charles Linsmayer)
- François Comment: Der Erzähler Jakob Bosshart (= Sprache und Dichtung NF 40), Verlag Paul Haupt, Bern und Stuttgart 1990, ISBN 3-258-04137-7, 291 Seiten